# 11184 Postma
11184 Postma (1998 HJ9) là một tiểu hành tinh vành đai chính được phát hiện ngày 18 tháng 4 năm 1998 bởi Spacewatch ở Kitt Peak.